# Jakub Kafka
Jakub Kafka (* 16. října 1976, Karviná) je bývalý český fotbalista, brankář.[zdroj⁠?!]

## Fotbalová kariéra
Hrál za FC Baník Ostrava, SK Železárny Třinec, FC Vítkovice, FC Marila Příbram, SK Dynamo České Budějovice, GKS Jastrzebie a FC Karviná. V české lize nastoupil celkem ve 36 utkáních. Za juniorskou reprezentaci nastoupil v 9 utkáních.

## Ligová bilance
| Ročník                          | Zápasy | Góly | Klub                       |
| ------------------------------- | ------ | ---- | -------------------------- |
| 1. česká fotbalová liga 1994/95 | 1      | 0    | FC Baník Ostrava           |
| 1. česká fotbalová liga 1995/96 | 3      | 0    | FC Baník Ostrava           |
| 2. česká fotbalová liga 1997/98 | 9      | 0    | SK Železárny Třinec        |
| 2. česká fotbalová liga 1998/99 | 28     | 0    | SK Železárny Třinec        |
| 2. česká fotbalová liga 1999/00 | 29     | 0    | FC Vítkovice               |
| 2. česká fotbalová liga 2000/01 | 26     | 0    | FC Vítkovice               |
| 2. česká fotbalová liga 2001/02 | 27     | 0    | FC Vítkovice               |
| Gambrinus liga 2002/03          | 3      | 0    | FC Marila Příbram          |
| Gambrinus liga 2003/04          | 22     | 0    | SK Dynamo České Budějovice |
| Gambrinus liga 2004/05          | 7      | 0    | SK Dynamo České Budějovice |
| 2. polská liga 2007/08          | 27     | 0    | GKS Jastrzebie             |
| 2. polská liga 2008/09          | 30     | 0    | GKS Jastrzebie             |
| 2. česká fotbalová liga 2009/10 | 21     | 0    | MFK OKD Karviná            |
| 2. česká fotbalová liga 2010/11 | 8      | 0    | MFK OKD Karviná            |
| 2. česká fotbalová liga 2011/12 | 28     | 0    | MFK OKD Karviná            |
| CELKEM 1. liga                  | 36     | 0    |                            |